# Reja
Reja je priimek več znanih Slovencev:
- Dušan Reja (1908—1980), zdravnik
- Ivan Reja (1852—1903), rodoljub
- Ivanka Veronika Reja (1904—1994), redovna predstojnica (Marijina kongregacija)
- Izidor Reja (1877—1918), zdravnik in rodoljub
- Jurij Reja (1936—2021), operni in koncertni pevec, tenorist
- Magda Reja (*1960), etnologinja, umetnostna zgodovinarka, popotnica in pisateljica